# Stazione di Agnelleria
La stazione di Agnelleria era una stazione ferroviaria con finalità essenzialmente merci, posta al km 9+844 della ferrovia Motta Sant'Anastasia-Regalbuto; fu dismessa nel 1987.

## Storia
La stazione venne costruita durante la prima fase dei lavori di costruzione della linea e aperta all'esercizio nel 1934 contestualmente all'apertura della tratta fino a Schettino. La stazione venne costruita distante dai centri abitati in zona di coltivazione agrumaria. Svolse un notevole servizio merci quasi esclusivamente di carico di agrumi prodotti in grandi quantità nell'area circostante.
La definitiva dismissione della stazione è avvenuta con il decreto ministeriale DM 73/T del 15 aprile 1987 contestualmente a quella della linea.

## Strutture e impianti
L'edificio di stazione venne costruito a ovest della linea ferrata rispettando un'architettura standard per la linea; si componeva di un corpo centrale a 2 livelli e a quattro luci per facciata con edificio servizi laterale. Sullo stesso il magazzino merci con piano caricatore.
La stazione era presenziata da un assuntore in conseguenza dell'esercizio a Dirigenza Unica della linea; questi era anche incaricato dell'apertura e chiusura di quattro passaggi a livello con barriere con comando a filo dalla stazione.
Il fascio binari comprendeva il primo binario, per arrivo e partenza e servizio viaggiatori, un secondo binario per incroci e precedenze a cui si raccordavano alcuni binari tronchi per servizio merci; Lo scalo era fornito di piano caricatore, di sagoma limite e di ponte a bilico da 40 t e della lunghezza di 6 m.
La stazione era protetta da segnale semaforico di seconda categoria.

## Movimento
Il traffico viaggiatori in partenza e in arrivo dalla stazione era quasi inesistente, limitato a contadini e agricoltori. L'orario ferroviario in vigore 1975-1976 prevedeva due coppie di treni giornalieri, di categoria locale che vennero mantenuti fino alla chiusura della linea. Notevole invece il numero di treni merci che vi avevano fermata per composizione di carri carichi di cui un omnibus in orario e vari straordinari effettuati in base alla richiesta nel periodo tra novembre e maggio successivo di ciascun "anno produttivo".